# Siwapong Pankaew
Siwapong Pankaew (thailändisch สิวะพงษ์ พานแก้ว; * 27. Dezember 1996), auch als Golf bekannt, ist ein thailändischer Fußballspieler.

## Karriere
Siwapong Pankaew stand bis Ende 2017 beim Kopoon Warrior FC unter Vertrag. Der Verein spielte in der vierten Liga, der Thai League 4. Hier traten die Warriors in der Bangkok Region an. 2018 wechselte er zum PT Prachuap FC. Der Verein aus Prachuap spielte in der ersten Liga, der Thai League. Sein Profidebüt gab der Torwart am 21. März 2021 im Auswärtsspiel gegen Buriram United. Hier stand er in der Startelf und spielte die kompletten 90 Minuten. Im Januar 2023 wechselte er auf Leihbasis zum Drittligisten Phatthalung FC. Mit dem Verein aus Phatthalung spielt er in der Southern Region der Liga. Für Phatthalung stand er neunmal in der Liga auf dem Spielfeld. Nach der Ausleihe kehrte er im Sommer 2023 zu PT zurück. Der PT Satun FC, ein Drittligist der Southern Region, lieh ihn im Juli 2024 aus. Nachdem er in der dritten Liga nicht zum Einsatz gekommen war, wurde der Leihvertrag Ende November 2024 nicht verlängert und er kehrte nach Prachuap zurück. Zu Beginn der Rückrunde 2024/25 wechselte er wieder auf Leihbasis zum Drittligisten Pluakdaeng United FC. Mit dem Klub spielt er in der Eastern Region der Liga.